# August Christian Ludwig von Puttkamer
August Christian Ludwig von Puttkamer (* 13. Oktober 1750 in Köslin; † 18. April 1836 in Potsdam) war ein preußischer Beamter. Er wirkte nacheinander als Landrat, Kriegs- und Domänenrat und Oberrechnungsrat.
Er stammte aus der pommerschen uradligen Familie Puttkamer. Sein Vater Christian Gneomar von Puttkamer (* 1706; † 1760) war preußischer Oberstleutnant und Kommandeur eines Grenadierbataillons. Seine Mutter Eva Marie Henriette war eine Tochter des preußischen Generalleutnants Ernst August de la Chevallerie von la Motte.
August Christian Ludwig von Puttkamer besuchte die Ritterakademie in Brandenburg und begann 1770 ein Studium an der Universität Königsberg. Doch trat er bereits 1771 in die Preußische Armee ein, wo er zwölf Jahre lang in einem Dragonerregiment diente.
Bei der Erbauseinandersetzung nach dem Tode seines Vaters erhielt er 1774 die Güter Gloddow, Groß Nossin A und B, Jerskewitz C und Saviat. Er verkaufte diese Güter 1780 an Michael Stanislaus von Zeromski aus der adligen Familie Zeromski-Brochwicz.
1784 wurde Puttkamer als Nachfolger des verabschiedeten Nathanael Theodor von Paulitz zum Landrat des Kreises Kulm in Westpreußen ernannt. 1793 wechselte er als Kriegs- und Domänenrat an die Kriegs- und Domänenkammer zu Posen, die in der neu erworbenen Provinz Südpreußen gebildet wurde; sein Nachfolger als Landrat wurde August Burchard Raphael von Rosenberg-Gruszczynski. 1802 wurde Puttkamer nach mehreren Versetzungsanträgen Oberrechnungsrat an der Oberrechenkammer in Berlin. In diesem Amt blieb er bis zu seiner Pensionierung 1825.
August Christian Ludwig von Puttkamer war Ritter des Johanniterordens.
Er war verheiratet mit Eleonore Wilhelmine Caroline (* 1763; † 1809), Tochter des Majors Otto Albrecht von Ciesilska.